# Aeroport Internacional de Guadalajara
L'Aeroport Internacional de Guadalajara Miguel Hidalgo y Costilla (Codi IATA: GDL Codi OACI: MMGL - Codi DGAC: GDL), va ser inaugurat el 1951 i es localitza a 23 quilòmetres del centre de la ciutat de Guadalajara, Jalisco. El 2019 va rebre a 14,823,592 de passatgers, mentre que el 2020 va rebre a 8,125,600 de passatgers, la qual cosa representa un decrement del 45.8 % pel que fa al 2019 a conseqüència de la pandèmia de la Covid-19. És el tercer aeroport més ocupat de Mèxic, només després de l'Aeroport Internacional de la Ciutat de Mèxic i de l'Aeroport Internacional de Cancún i el segon més ocupat en termes de càrrega aèria.
L'aeroport està compost de dues pistes d'aterratge i dues terminals. És un aeroport principal per a connexions, sent un hub d'Aeroméxico Connect, Volaris, una entrada cap als Estats Units, un hub secundari d'Aeroméxico, i focus per a Viva Aerobus i Interjet. Compta amb vols a diversos llocs de Mèxic, Amèrica Central i Estats Units.
L'aeroport ha estat renovat i ampliat sota el projecte que li va permetre duplicar la seva capacitat operativa en el 2007. Aquesta renovació va incloure una nova sala en la Terminal 1 i quatre carrers de rodatge addicionals. La Terminal 2 va ser tancada per fer-la una sala d'última espera.
Va ser nomenat Miguel Hidalgo, en honor del pròcer de la Independència de Mèxic.

## Informació
Es troba 26 quilòmetres al sud de la ciutat de Guadalajara, Jalisco, per la Carretera Federal 23 Guadalajara-Chapala, o Avenida de la Solidaridad Iberoamericana, i a 35 quilòmetres al nord de la localitat de Chapala, Jalisco.
L'aeroport forma part del grup operador Grup Aeroportuari del Pacífic, que també opera els aeroports de Tijuana, Hermosillo, León, Port Vallarta, Els Caps, La Paz, Els Mochis, Morelia, Mexicali, Aguascalientes i Manzanillo.
L'Aeroport compta amb les exclusives sales d'Aeroméxico, el Salón Premier, el Salón Beyond Citibanamex, així com dos salons VIP Lounge.

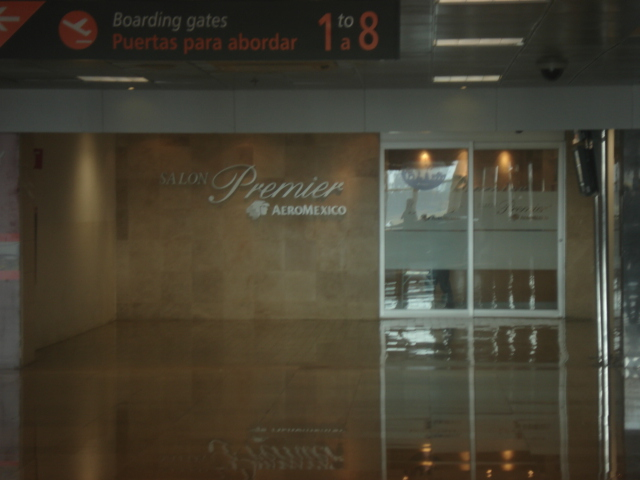
"Saló Premier" en l'Aeroport de Guadalajara.

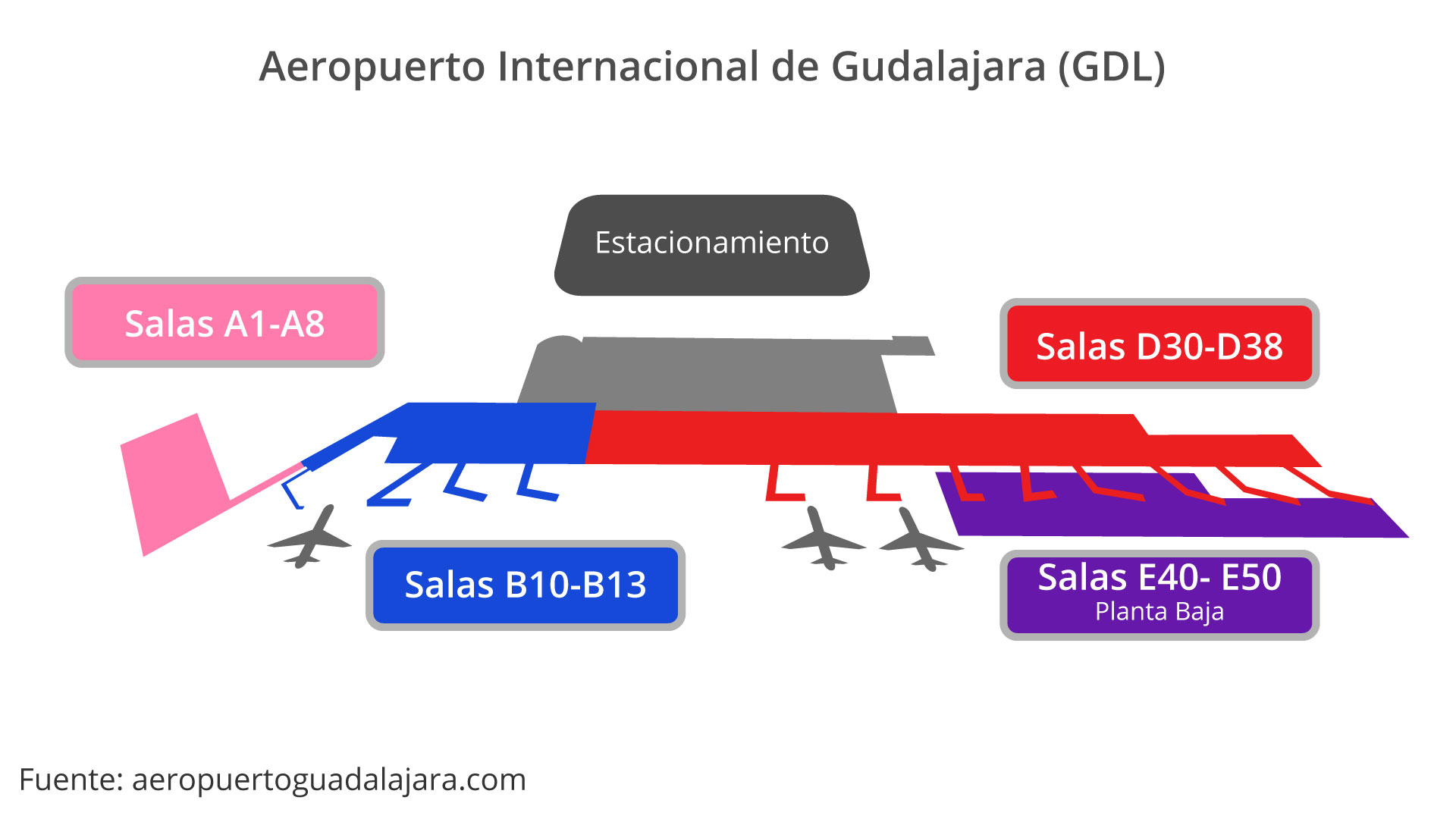
Mapa de la Terminal de l'Aeroport de Guadalajara.

## Terminals

### Terminal de passatgers
La Terminal de Passatgers o Terminal 1 és utilitzada per totes les aerolínies per a vols nacionals i internacionals. La terminal compta amb instal·lacions duaneres. També hi ha 27 posicions d'estacionament remotes. També compta amb 12 passarel·les d'accés a aeronaus i 5 sales:
- Sala A - Portes per als vianants a la zona d'embarcament A1 a A8
- Sala B - Portes amb accés directe a aeronaus B10 a B13
- Sala C - Nivell inferior, portes d'autobusos C20 a C29
- Sala D - Portes amb accés directe a aeronaus D30 a D38
- Sala I - Nivell inferior, portes d'autobusos I40 aE50

### Terminal de càrrega
Aquesta terminal de càrrega recentment va ser ampliada i compta amb una capacitat per emmagatzemar aproximadament 350.000 tones de mercaderia anualment en les seves 27,000 metres quadrats. Compta amb 6 posicions que pràcticament rep qualsevol tipus d'aeronau de gran envergadura.

## Treballs d'expansió i renovació
Grup Aeroportuari del Pacífic (GAP) va anunciar que realitzarà una inversió de més de $25 mil milions de pesos durant els propers cinc anys, dels quals, $16 mil milions de pesos seran per als seus aeroports situats en Jalisco. GAP va precisar que aquests recursos es destinaran a la construcció d'una segona pista, cent mil metres quadrats d'edifici terminal, així com de 18 portes addicionals d'abordatge i contacte, 24 plataformes, dues plates de tractament d'aigua, 73 posicions d'aviació general, un hotel de 180 habitacions, estacionament de 170 mil metres quadrats, entre d'altres.
L'ampliació de l'aeroport es desenvoluparà en 2 fases. En la primera es van invertir prop de 500 milions de pesos i en la segona seran al voltant de 900 milions. Per la seva banda, la pista comptarà amb aproximadament 3 mil milions de pesos. A més s'ampliarà l'àrea d'arribades nacionals, es comptarà amb un hotel, un edifici d'oficines i la terminal dues començarà a construir-se el 2024 per lliurar-la el 2026.

## Aerolínies i Destinacions

### Passatgers

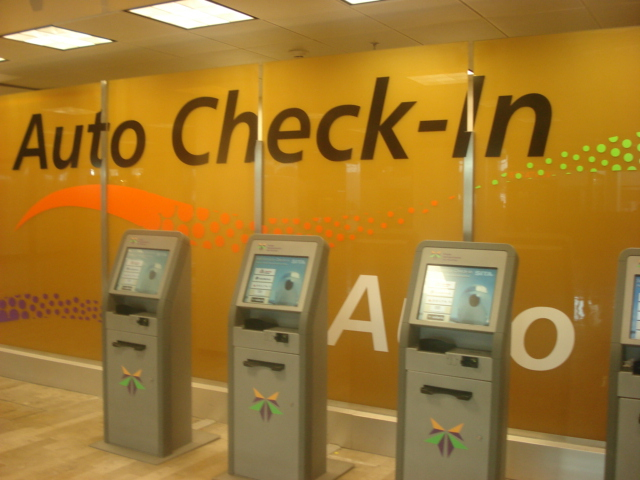
Sistema d'Auto Check-In, disponible únicament per a algunes aerolínies.

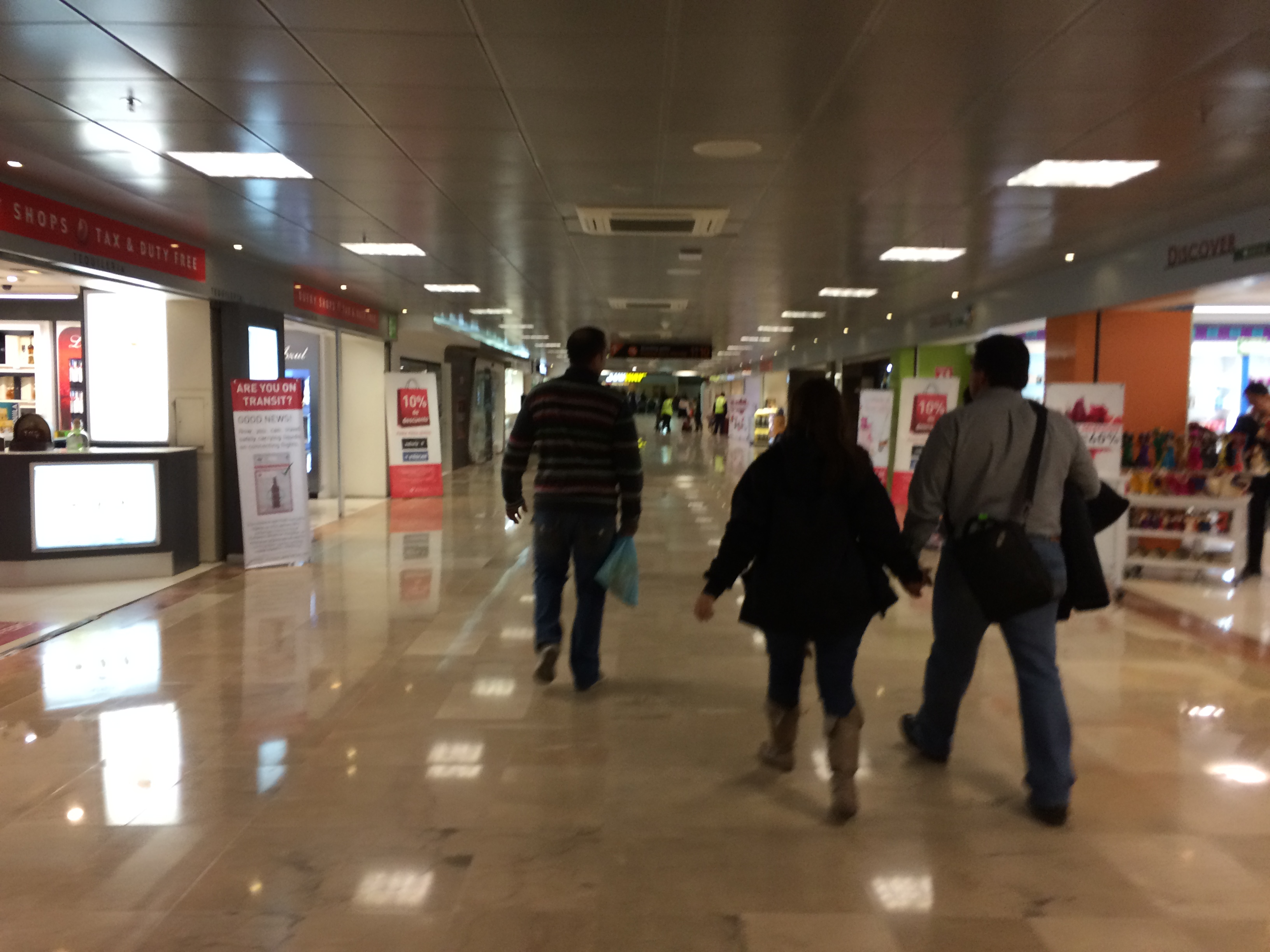
Corredor principal de l'aeroport.

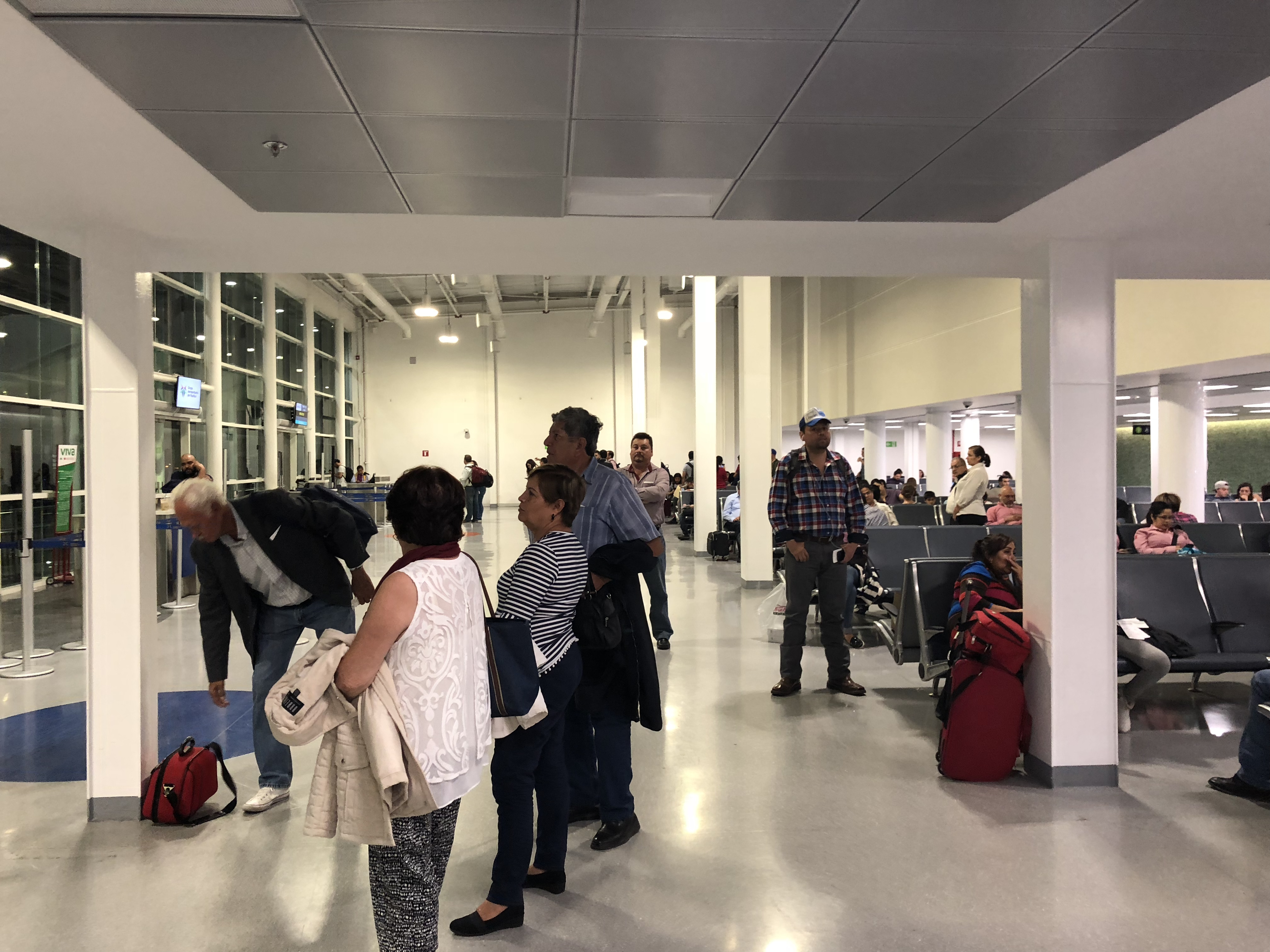
Sala A de l'aeroport.

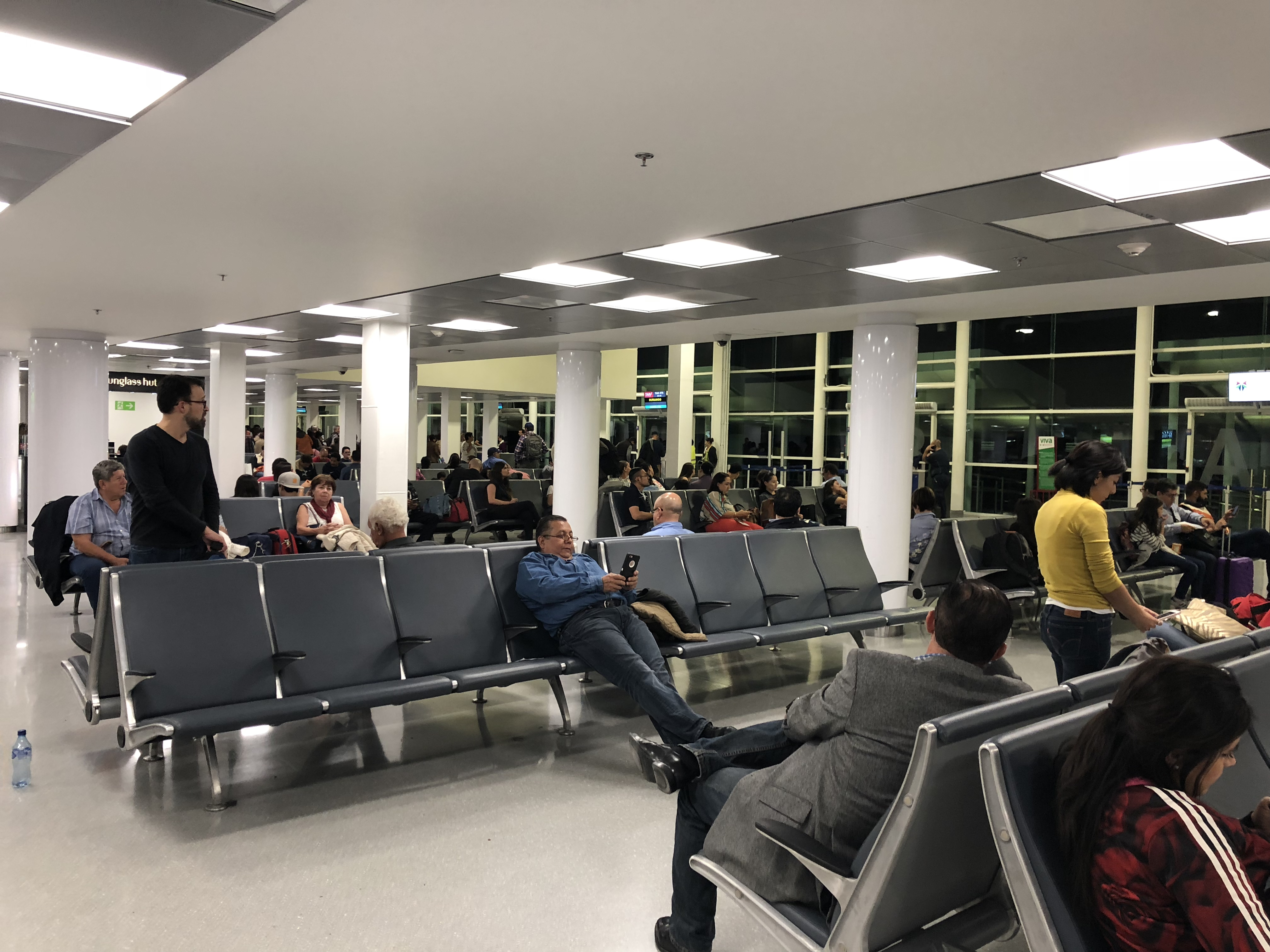
Sala A de l'aeroport.

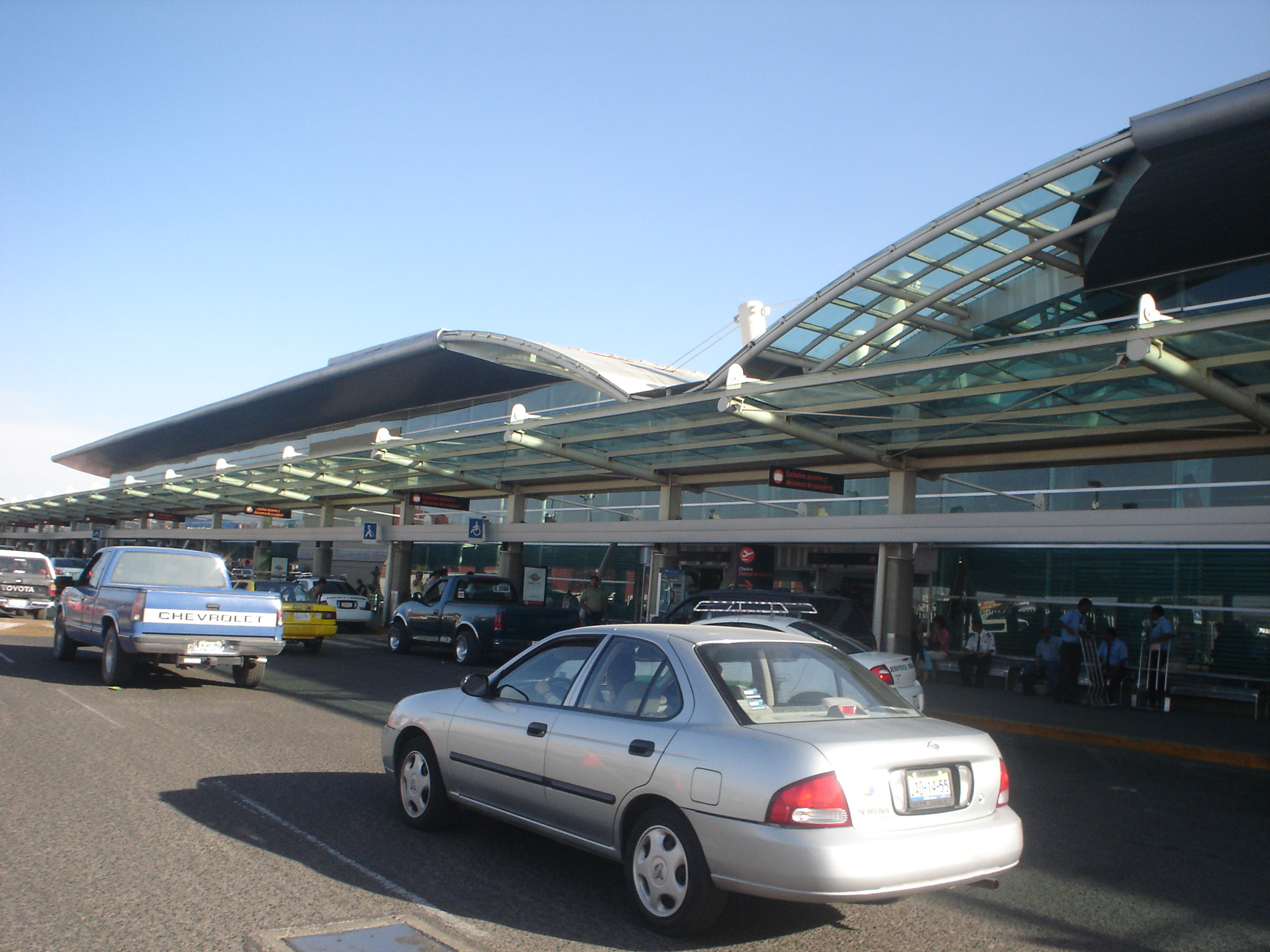
Entrada a l'aeroport.

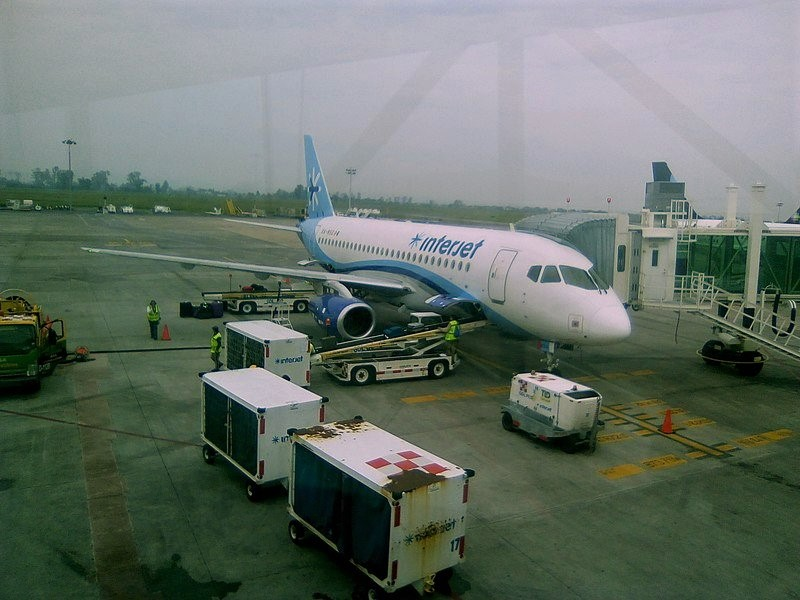
Sukhoi Superjet 100-95B d'Interjet (XA-NSG) en les portes d'embarcament de l'Aeroport.

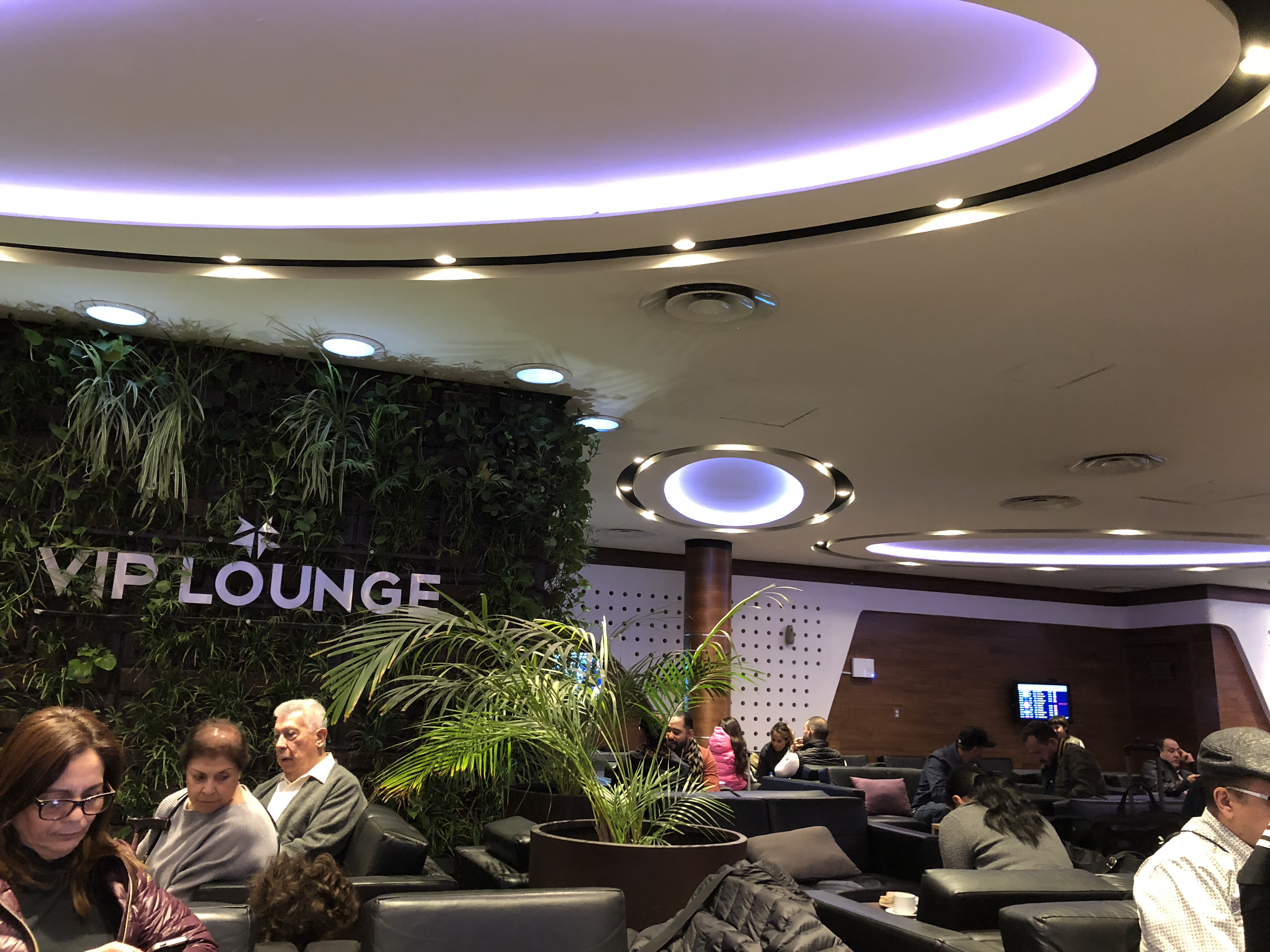
VIP Lounge (est) en l'aeroport.

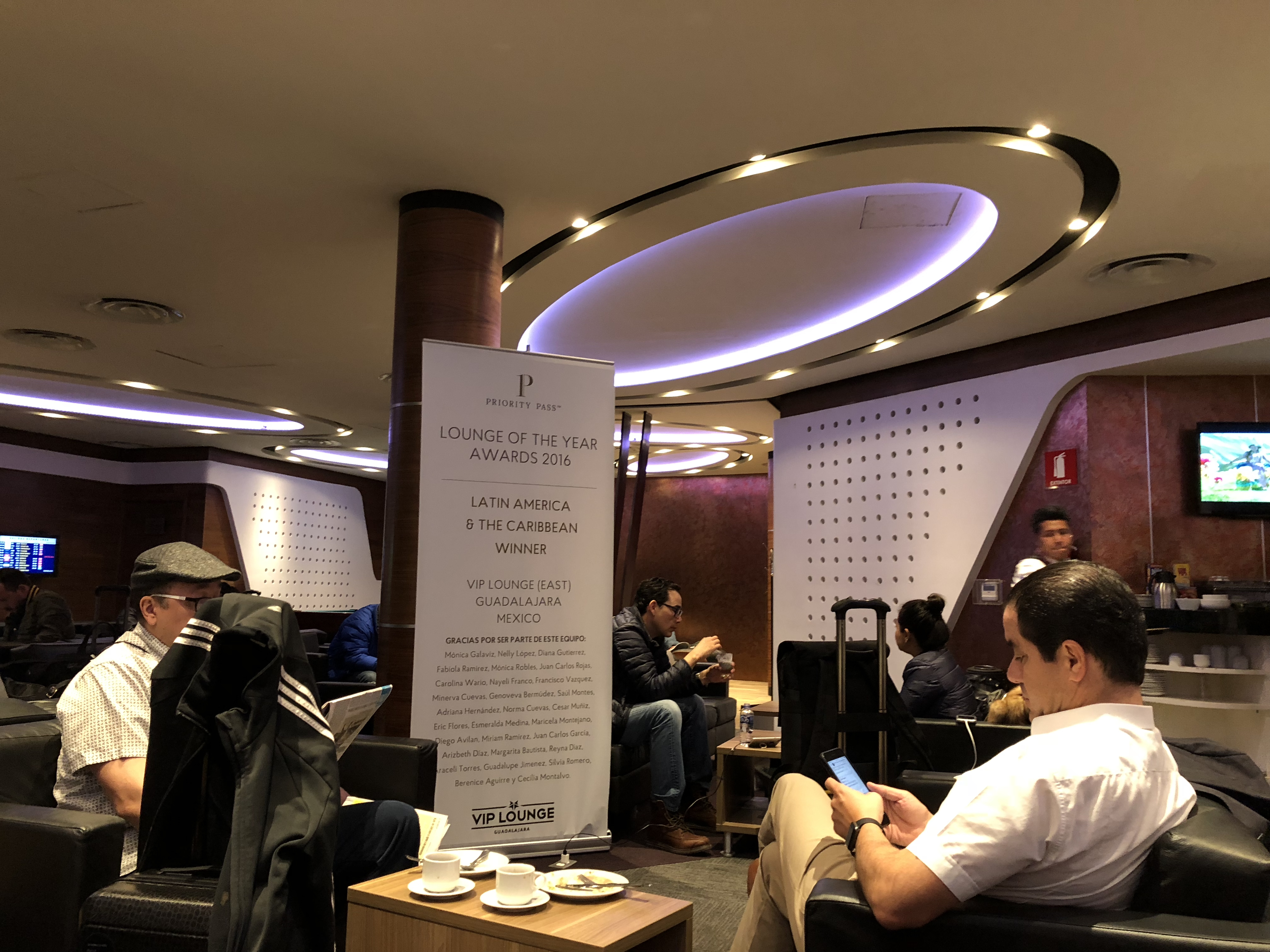
VIP Lounge (est) en l'aeroport.

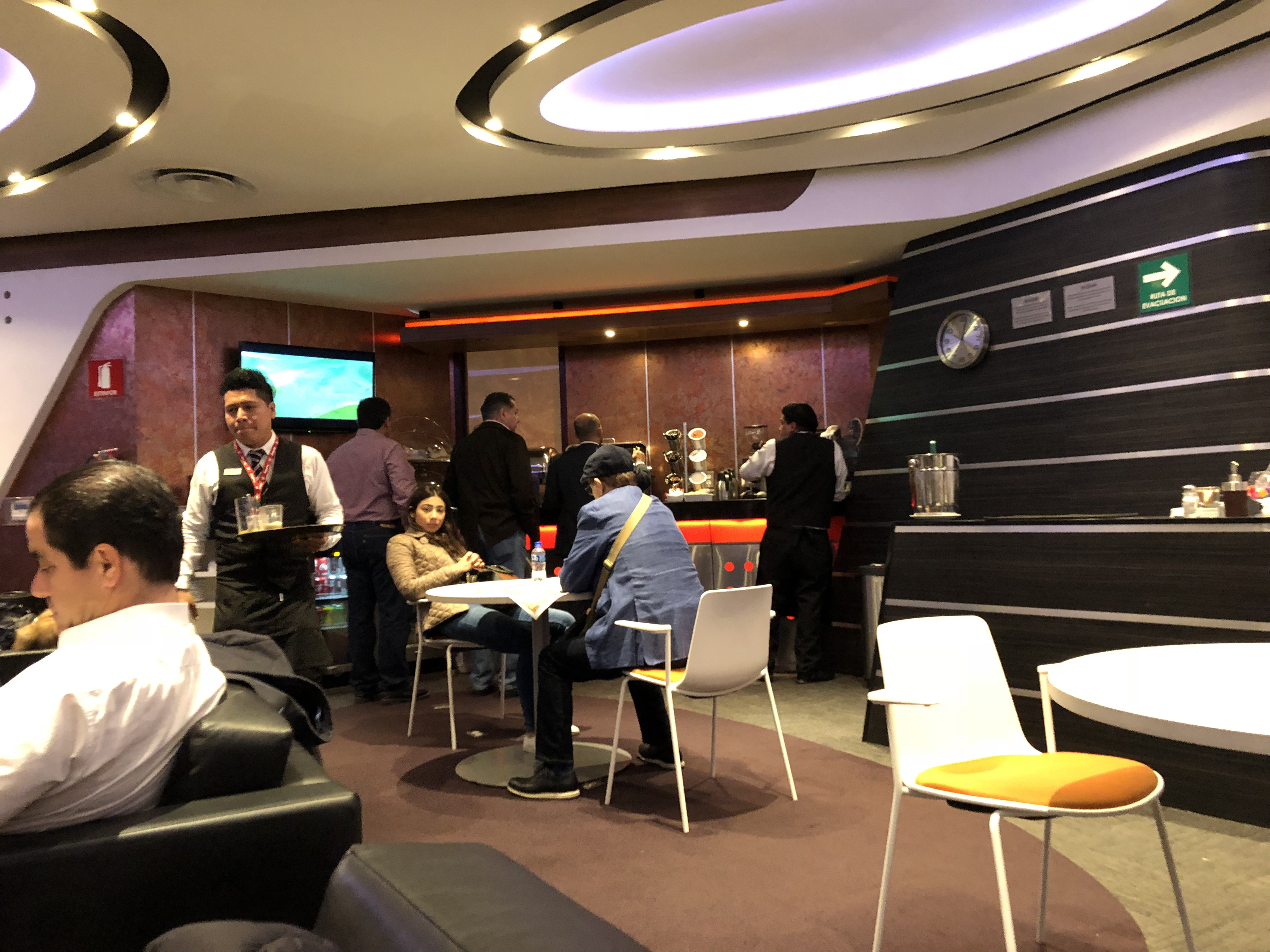
VIP Lounge (est) en l'aeroport.

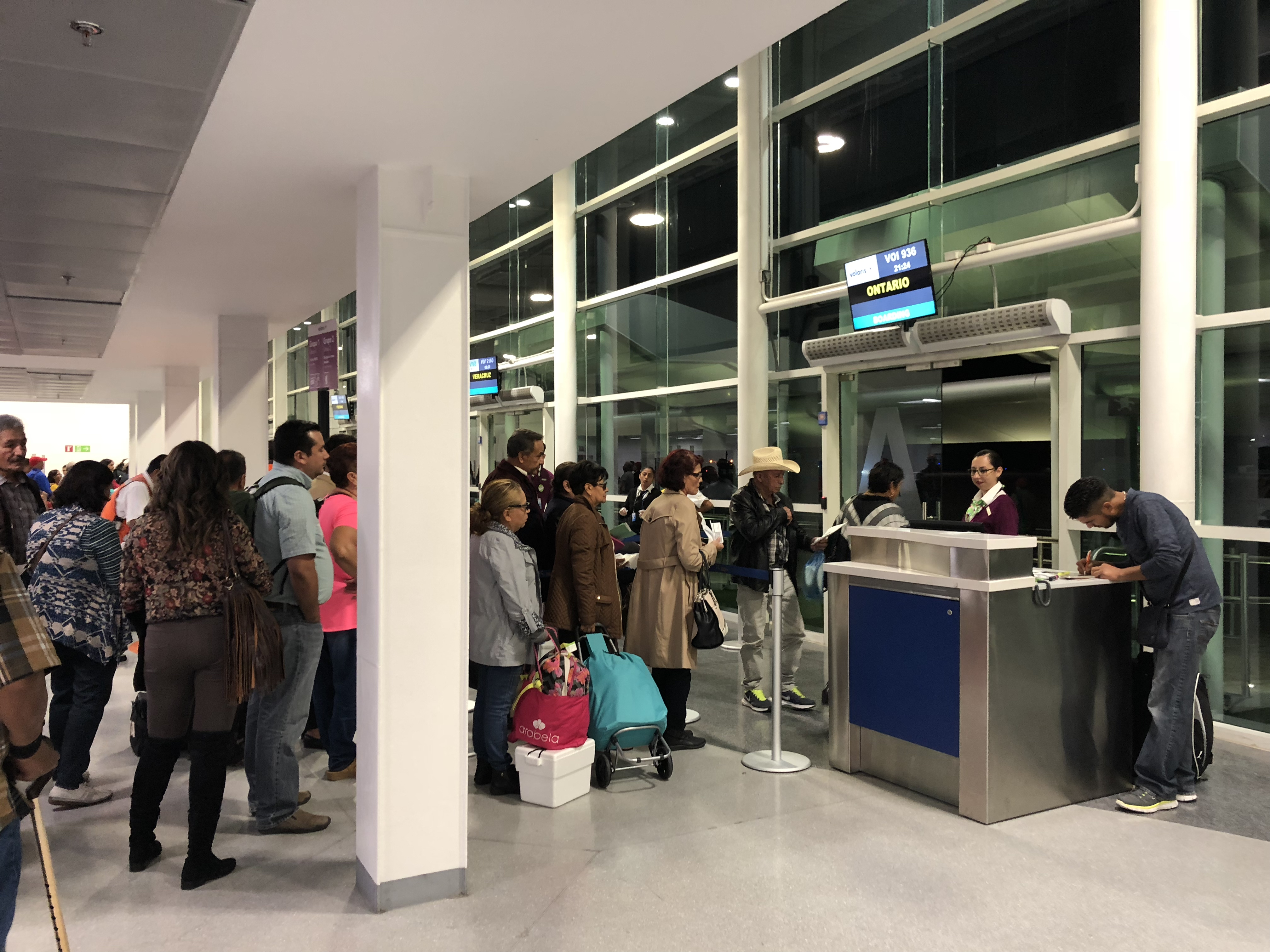
Sala A de l'aeroport.

L'aeroport compta amb una terminal dividida en cinc sales. Actualment operen 16 aerolínies oferint 58 destinacions.
| Destinacions per aerolínia                                                                                           | Destinacions per aerolínia | Destinacions per aerolínia | Destinacions per aerolínia |
| Aerolínia | Destinacions | Aliança                    |                            |
| --- | --- | -------------------------- | -------------------------- |
| Aeromar | Ciutat de Mèxic, Port Vallarta Estacional : Mazatlán | N/A                        |                            |
| Aeroméxico | Cancún, Chicago-O'Hare, Ciutat de Mèxic, Freixe, Los Angeles, Sagrament, San Francisco, San José del Cabo, Tijuana | SkyTeam                    |                            |
| Aeroméxico Connect                                                                                                   | Ciutat de Mèxic, Monterrey, Salt Lake City (suspès) | SkyTeam                    |                            |
| Alaska Airlines | Los Angeles, San José (CA) | N/A                        |                            |
| American Airlines | Dallas/Fort Worth | Oneworld                   |                            |
| American Eagle | Phoenix–Sky Harbor | Oneworld                   |                            |
| Calafia Airlines | La Paz, Loreto, Els Mochis, Port Vallarta, San José del Cabo | N/A                        |                            |
| Copa Airlines | Ciutat de Panamà–Tocumen | Star Alliance              |                            |
| Delta Air Lines | Atlanta, Los Angeles, Salt Lake City | SkyTeam                    |                            |
| Interjet | Cancún, Chicago-O'Hare, Ciutat de Mèxic, Hermosillo, Las Vegas, Los Angeles, Sant Antonio, Sant Francisco, San José del Cap, Tijuana, Toluca (tots suspesos)Estacional: Port Vallarta | N/A                        |                            |
| Magnicharters | Cancún Estacional : Tijuana | N/A                        |                            |
| TAR | Durango, Port Vallarta, Querétaro, Toluca | N/A                        |                            |
| United Airlines | Houston-Intercontinental | Star Alliance              |                            |
| United Express | Houston-Intercontinental | Star Alliance              |                            |
| Viva Aerobus | Cancún, Chihuahua, Ciutat de Mèxic, Ciutat Juárez, Culiacán, Hermosillo, La Paz, Los Angeles, Mèrida, Mexicali, Monterrey, Pobla, Port Vallarta, Reynosa, Tampico, Tijuana, Tuxtla Gutiérrez, Veracruz, Villahermosa Estacional : Chicago–O'Hare, Houston-Intercontinental, San José del Cap Xàrter : l'Havana | N/A                        |                            |
| Volaris | Acapulco, Cancún, Charlotte, Chetumal, Chicago-Midway, Chicago-O'Hare, Chihuahua, Ciutat de Mèxic, Ciutat Juárez, Ciutat Obregón, Culiacán, Dallas/Fort Worth, Denver, Durango (suspès), Freixe, Hermosillo, Houston-Intercontinental, La Paz, Las Vegas, Los Angeles, Els Mochis, Mèrida, Mexicali, Miami, Monterrey, Nova York-JFK, Oakland, Oaxaca, Ontario, Orlando, Phoenix–Sky Harbor, Portland (OR), Port Amagat, Querétaro (suspès), Ren/Tahoe, Sagrament, Sant Antonio, San José (CA), San José del Cabo, Seattle, Tapachula, Tijuana, Torrassa/Gómez Palacio, Tuxtla Gutiérrez, Veracruz | N/A                        |                            |
| Total: 58 destinacions (32 nacionals, 26 internacionals), 16 aerolínies (10 nacionals, 6 internacionals), 3 aliances | |                            |                            |

### Càrrega
| Aerolínies                      | Destinacions                                                            |
| ------------------------------- | ----------------------------------------------------------------------- |
| AeroUnion                       | Ciudad de México, Los Ángeles                                           |
| Air France Cargo                | París-Charles de Gaulle                                                 |
| Amerijet International          | Miami                                                                   |
| Cargolux                        | Houston, Luxemburgo                                                     |
| Cathay Pacific Cargo            | Anchorage, Hong Kong                                                    |
| DHL Aviation                    | Cincinnati, Los Ángeles, Querétaro                                      |
| Emirates SkyCargo               | Ciudad de México, Dubái-Al Maktoum, Fráncfort, Houston-Intercontinental |
| Estafeta                        | La Paz, San Luis Potosí                                                 |
| FedEx Express                   | Memphis                                                                 |
| Korean Air Cargo                | Seúl-Incheon, Vancouver                                                 |
| Lufthansa Cargo                 | Dallas/Fort Worth, Frankfurt                                            |
| Mas Air                         | Bogotá, Los Ángeles, Miami                                              |
| Panalpina operado por Atlas Air | Huntsville, Londres-Stansted                                            |
| Qatar Airways Cargo             | Doha, Lieja                                                             |
| TUM AeroCarga                   | Hermosillo, Tijuana, Toluca                                             |
| UPS Airlines                    | Louisville                                                              |

### Destinacions Nacionals
Es dona servei a 32 ciutats dins del país a càrrec de 9 aerolínies. Les destinacions d'Aeroméxico són operats també per Aeroméxico Connect.
| Destinos                    | Volaris | Viva Aerobus | Interjet | Calafia Airlines | Aeroméxico | TAR | Aeromar | Magnicharters | #  |
| --------------------------- | ------- | ------------ | -------- | ---------------- | ---------- | --- | ------- | ------------- | -- |
| Acapulco (ACA)              | •       |              |          |                  |            |     |         |               | 1  |
| Cancún (CUN)                | •       | •            | •        |                  | •          |     |         | •             | 5  |
| Chetumal (CTM)              | •       |              |          |                  |            |     |         |               | 1  |
| Chihuahua (CUU)             | •       | •            |          |                  |            |     |         |               | 2  |
| Ciutat de Mèxic (MEX)       | •       | •            | •        |                  | •          |     | •       |               | 5  |
| Ciutat Juàrez (CJS)         | •       | •            |          |                  |            |     |         |               | 2  |
| Ciutat Obregó (CEN)         | •       |              |          |                  |            |     |         |               | 1  |
| Culiacán (CUL)              | •       | •            |          |                  |            |     |         |               | 2  |
| Durango (GDO)               | •       |              |          |                  |            | •   |         |               | 2  |
| Hermosillo (HMO)            | •       | •            | •        |                  |            |     |         |               | 3  |
| La Paz (LAP)                | •       | •            |          | •                |            |     |         |               | 3  |
| Loreto (LTO)                |         |              |          | •                |            |     |         |               | 1  |
| Los Cabos (SJD)             | •       | •            | •        | •                | •          |     |         |               | 5  |
| Los Mochis (LMM)            | •       |              |          | •                |            |     |         |               | 2  |
| Mazatlà (MZT)               |         |              |          |                  |            |     | •       |               | 1  |
| Mèrida (MID)                | •       | •            |          |                  |            |     |         |               | 2  |
| Mexicali (MXL)              | •       | •            |          |                  |            |     |         |               | 2  |
| Monterrei (MTY)             | •       | •            |          |                  | •          |     |         |               | 3  |
| Oaxaca (OAX)                | •       |              |          |                  |            |     |         |               | 1  |
| Puebla (PBC)                |         | •            |          |                  |            |     |         |               | 1  |
| Port Escondido (PXM)        | •       |              |          |                  |            |     |         |               | 1  |
| Port Vallarta (PVR)         |         | •            | •        | •                |            | •   | •       |               | 5  |
| Querètar (QRO)              | •       |              |          |                  |            | •   |         |               | 2  |
| Reinosa (REX)               |         | •            |          |                  |            |     |         |               | 1  |
| Tampico (TAM)               |         | •            |          |                  |            |     |         |               | 1  |
| Tapachula (TAP)             | •       |              |          |                  |            |     |         |               | 1  |
| Tijuana (TIJ)               | •       | •            | •        |                  | •          |     |         | •             | 5  |
| Toluca (TLC)                |         |              | •        |                  |            | •   |         |               | 2  |
| Torreón/Gómez Palacio (TRC) | •       |              |          |                  |            |     |         |               | 1  |
| Tuxtla Gutiérrez (TGZ)      | •       | •            |          |                  |            |     |         |               | 2  |
| Veracruz (VER)              | •       | •            |          |                  |            |     |         |               | 2  |
| Villahermosa (VSA)          |         | •            |          |                  |            |     |         |               | 1  |
| Total                       | 24      | 19           | 7        | 5                | 5          | 4   | 3       | 2             | 32 |

### Destinacions Internacionals
Es dona servei a 24 ciutats als Estats Units, 1 a Panamà i 1 a Cuba, a càrrec de 12 aerolínies.
| Ciutats                                         | Nom de l'aeroport                            | Aerolínies                                                                                  |                  |
| Amèrica del Nord                                | Amèrica del Nord                             | Amèrica del Nord                                                                            | Amèrica del Nord |
| ----------------------------------------------- | -------------------------------------------- | ------------------------------------------------------------------------------------------- | ---------------- |
| Estados Unidos (24 destinos, 12 aerolíneas)     |                                              |                                                                                             |                  |
| Atlanta (Geòrgia)                               | Aeroport Internacional Hartsfield-Jackson    | Delta Air Lines                                                                             |                  |
| Charlotte (Carolina del Nord)                   | Aeroport Internacional de Charlotte-Douglas  | Volaris                                                                                     |                  |
| Chicago (Illinois)                              | Aeroport Internacional O'Hare                | Aeroméxico / Interjet (suspès) / Viva Aerobus (Estacional) / Volaris                        |                  |
| Chicago (Illinois)                              | Aeroport Internacional Midway                | Volaris                                                                                     |                  |
| Dallas (Texas)                                  | Aeroport Internacional de Dallas-Fort Worth  | American Airlines / Volaris                                                                 |                  |
| Denver (Colorado)                               | Aeroport Internacional de Denver             | Volaris                                                                                     |                  |
| Freixe (Califòrnia)                             | Aeroport Internacional de Freixe-Yosemite    | Aeroméxico / Volaris                                                                        |                  |
| Houston (Texas)                                 | Aeroport Intercontinental George Bush        | United Airlines / United Express / Viva Aerobus (Estacional) / Volaris                      |                  |
| Las Vegas (Nevada)                              | Aeroport Internacional McCarran              | Interjet (suspès) / Volaris                                                                 |                  |
| Los Angeles (Califòrnia)                        | Aeroport Internacional de Los Angeles        | Aeroméxico / Alaska Airlines / Delta Air Lines / Interjet (suspès) / Viva Aerobus / Volaris |                  |
| Miami (Floirda)                                 | Aeroport Internacional de Miami              | Volaris                                                                                     |                  |
| Nova York (Nova York)                           | Aeroport Internacional John F. Kennedy       | Volaris                                                                                     |                  |
| Oakland (Califòrnia)                            | Aeroport Internacional d'Oakland             | Volaris                                                                                     |                  |
| Ontario (Califòrnia)                            | Aeroport Internacional LA/Ontario            | Volaris                                                                                     |                  |
| Orlando (Florida)                               | Aeroport Internacional d'Orlando             | Volaris                                                                                     |                  |
| Phoenix (Arizona)                               | Aeroport Internacional de Phoenix-Sky Harbor | American Airlines / American Eagle / Volaris                                                |                  |
| Portland (Oregon)                               | Aeroport Internacional de Portland           | Volaris                                                                                     |                  |
| Ren (Nevada)                                    | Aeroport Internacional de Ren-Tahoe          | Volaris                                                                                     |                  |
| Sagrament (Califòrnia)                          | Aeroport Internacional de Sagrament          | Aeroméxico / Volaris                                                                        |                  |
| Salt Lake City (Utah)                           | Aeroport Internacional de Salt Lake City     | Aeroméxico Connect (suspès) / Delta Air Lines                                               |                  |
| Sant Antonio (Texas)                            | Aeroport Internacional de San Antonio        | Interjet (suspès) / Volaris                                                                 |                  |
| San Francisco (Califòrnia)                      | Aeroport Internacional de San Francisco      | Aeroméxico / Interjet (suspès)                                                              |                  |
| San José (Califòrnia)                           | Aeroport Internacional de San José           | Alaska Airlines / Volaris                                                                   |                  |
| Seattle (Washington)                            | Aeroport Internacional de Seattle-Tacoma     | Volaris                                                                                     |                  |
| Centreamèrica i El Carib                        |                                              |                                                                                             |                  |
| Cuba (1 destino, 1 aerolínea)                   |                                              |                                                                                             |                  |
| l'Havana                                        | Aeroport Internacional José Martí            | Viva Aerobus (Xàrter)                                                                       |                  |
| Panamà (1 destino, 1 aerolínea)                 |                                              |                                                                                             |                  |
| Ciutat de Panamà                                | Aeroport Internacional de Tocumen            | Copa Airlines                                                                               |                  |
| Total: 26 destinacions, 3 països, 12 aerolínies |                                              |                                                                                             |                  |

## Estadístiques

### Passatgers
See source Wikidata query and sources.
| Any  | Passatgers Totals | canvi en % |
| 2006 | 6,313,447         | =          |
| 2007 | 7,299,381         | 15.61%     |
| 2008 | 7,160,748         | 1.89%      |
| 2009 | 6,423,124         | 10.30%     |
| 2010 | 6,918,621         | 7.71%      |
| 2011 | 7,154,959         | 3.41%      |
| 2012 | 7,389,897         | 3.28%      |
| 2013 | 8,104,762         | 9.67%      |
| 2014 | 8,695,183         | 7.28%      |
| 2015 | 9,758,516         | 12.22%     |
| 2016 | 11,362,552        | 16.43%     |
| 2017 | 12,779,874        | 12.47%     |
| 2018 | 14,340,152        | 12.21%     |
| 2019 | 14,823,592        | 3.37%      |
| 2020 | 8,125,600         | 45.3%      |
| ---- | ----------------- | ---------- |

### Rutes més transitades
| Nombre | Ciutat                         | Passatgers | Rànquing | Aerolínia                                                                |
| ------ | ------------------------------ | ---------- | -------- | ------------------------------------------------------------------------ |
| 1      | Ciudad de México               | 768,436    | =        | Aeromar, Aeroméxico, Aeroméxico Connect, Interjet, Viva Aerobus, Volaris |
| 2      | Tijuana, Baja California       | 645,059    | =        | Aeroméxico, Interjet, Magnicharters, Viva Aerobus, Volaris               |
| 3      | Cancún, Quintana Roo           | 314,765    | =        | Aeroméxico, Interjet, Magnicharters, Viva Aerobus, Volaris               |
| 4      | Monterrey, Nuevo León          | 182,576    | =        | Aeroméxico Connect, Viva Aerobus, Volaris                                |
| 5      | Mexicali, Baja California      | 158,116    | =        | Viva Aerobus, Volaris                                                    |
| 6      | Los Cabos, Baja California Sur | 114,220    | 1        | Aeroméxico, Calafia Airlines, Interjet, Viva Aerobus, Volaris            |
| 7      | Hermosillo, Sonora             | 113,248    | 1        | Interjet, Viva Aerobus, Volaris                                          |
| 8      | Ciudad Juárez, Chihuahua       | 77,629     | 1        | Viva Aerobus, Volaris                                                    |
| 9      | Culiacán, Sinaloa              | 77,241     | 1        | Viva Aerobus, Volaris                                                    |
| 10     | La Paz, Baja California Sur    | 68,902     | =        | Calafia Airlines, Viva Aerobus, Volaris                                  |
| 11     | Chihuahua, Chihuahua           | 47,446     | 1        | Viva Aerobus, Volaris                                                    |
| 12     | Veracruz, Veracruz             | 46,960     | 1        | Viva Aerobus, Volaris                                                    |
| 13     | Mérida, Yucatán                | 46,777     | 1        | Viva Aerobus, Volaris                                                    |
| 14     | Tuxtla Gutiérrez, Chiapas      | 39,590     | =        | Viva Aerobus, Volaris                                                    |
| 15     | Puerto Vallarta, Jalisco       | 30,408     | =        | Aeromar, Calafia Airlines, Interjet, TAR, Viva Aerobus                   |
| 16     | Villahermosa, Tabasco          | 23,657     | 1        | Viva Aerobus                                                             |
| 17     | Puebla, Puebla                 | 14,522     | 1        | Aeromar, Viva Aerobus                                                    |
| 18     | Reynosa, Tamaulipas            | 13,993     | =        | Viva Aerobus                                                             |
| 19     | Ciudad Obregón, Sonora         | 13,746     | 3        | Volaris                                                                  |
| 20     | Los Mochis, Sinaloa            | 12,100     | 4        | Calafia Airlines, Volaris                                                |

| Nombre | Ciutat                                          | Passatgers | Rànquing | Aerolínia                                                                     |
| ------ | ----------------------------------------------- | ---------- | -------- | ----------------------------------------------------------------------------- |
| 1      | Los Ángeles, California                         | 269,725    | =        | Aeroméxico, Alaska Airlines, Delta Air Lines, Interjet, Viva Aerobus, Volaris |
| 2      | Chicago, Illinois (aeropuertos Midway i O'Hare) | 114,243    | =        | Aeroméxico, Interjet, Viva Aerobus, Volaris                                   |
| 3      | Dallas, Texas                                   | 75,388     | 3        | American Airlines, Volaris                                                    |
| 4      | Houston, Texas                                  | 73,783     | 1        | United Airlines, United Express, Viva Aerobus, Volaris                        |
| 5      | San José, California                            | 73,071     | 1        | Alaska Airlines, Volaris                                                      |
| 6      | Sacramento, California                          | 72,605     | 1        | Aeroméxico, Volaris                                                           |
| 7      | Fresno, California                              | 66,947     | =        | Aeroméxico, Volaris                                                           |
| 8      | Oakland, California                             | 59,765     | 2        | Volaris                                                                       |
| 9      | Las Vegas, Nevada                               | 44,248     | 1        | Interjet, Volaris                                                             |
| 10     | Phoenix, Arizona                                | 41,409     | 1        | American Eagle, Volaris                                                       |
| 11     | Portland, Oregón                                | 32,923     | 5        | Volaris                                                                       |
| 12     | Seattle, Washington                             | 31,932     | 3        | Volaris                                                                       |
| 13     | Ontario, California                             | 29,092     | 1        | Volaris                                                                       |
| 14     | San Francisco, California                       | 25,101     | 5        | Aeroméxico, Interjet                                                          |
| 15     | San Antonio, Texas                              | 23,220     | 1        | Interjet, Volaris                                                             |
| 16     | Denver, Colorado                                | 22,654     | 3        | Volaris                                                                       |
| 17     | Reno, Nevada                                    | 14,462     | 4        | Volaris                                                                       |
| 18     | Atlanta, Georgia                                | 13,321     | 5        | Delta Air Lines                                                               |
| 19     | Charlotte, Carolina del Norte                   | 12,891     | 3        | Volaris                                                                       |
| 20     | Salt Lake City, Utah                            | 11,967     | 3        | Aeroméxico Connect, Delta Air Lines                                           |

Nota: Les estadístiques oficials inclouen els aeroports de Midway i O'Hare

## Instal·lacions
- L'Avinguda de la Solidaritat Iberoamericana s'ha convertit en un pol comercial on destaquen els següents establiments.

### Hotels
- City Express Guadalajara Aeroport
- Hampton Inn d'Hilton Guadalajara-Aeroport
- Hangar Inn

### Restaurants

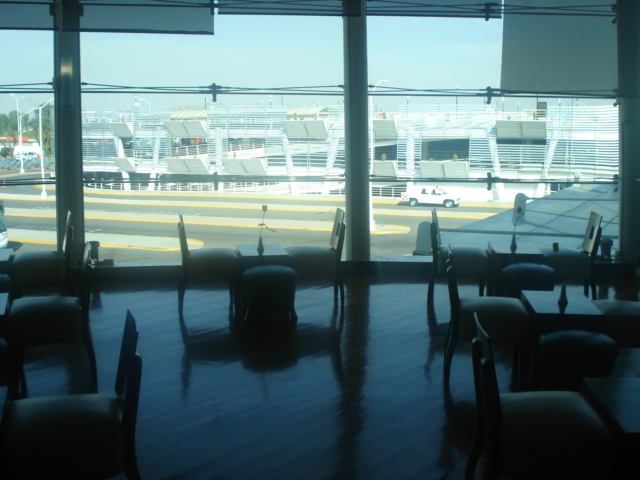
Zona d'aliments de la Terminal 1 de l'Aeroport.

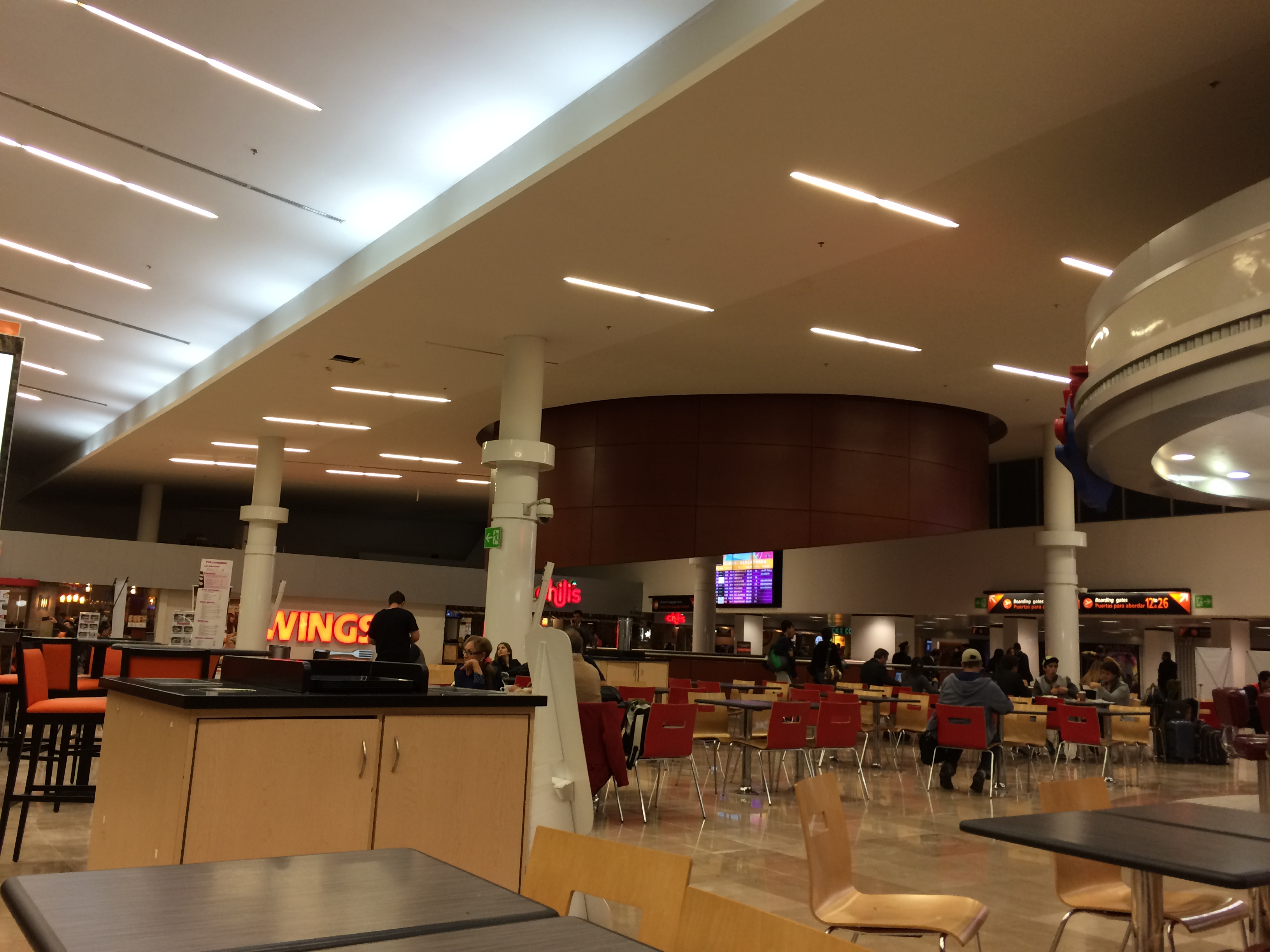
Àrea de menjar ràpid de l'aeroport.

- Burger King
- Califòrnia Pizza Kitchen
- Carl's Jr.
- Chili'
- Corner Bar
- De Volada Grab N' Go
- El Quijote
- Fronteras Bar
- Guacamole Mexican Grill
- Johnny Rockets
- Krispy Kreme
- La Pausa
- Los Tres Amigos Tacos
- Medas
- Natural Break
- Pastisseries Marisa
- Starbucks
- Subway
- Wings

### Transport terrestre

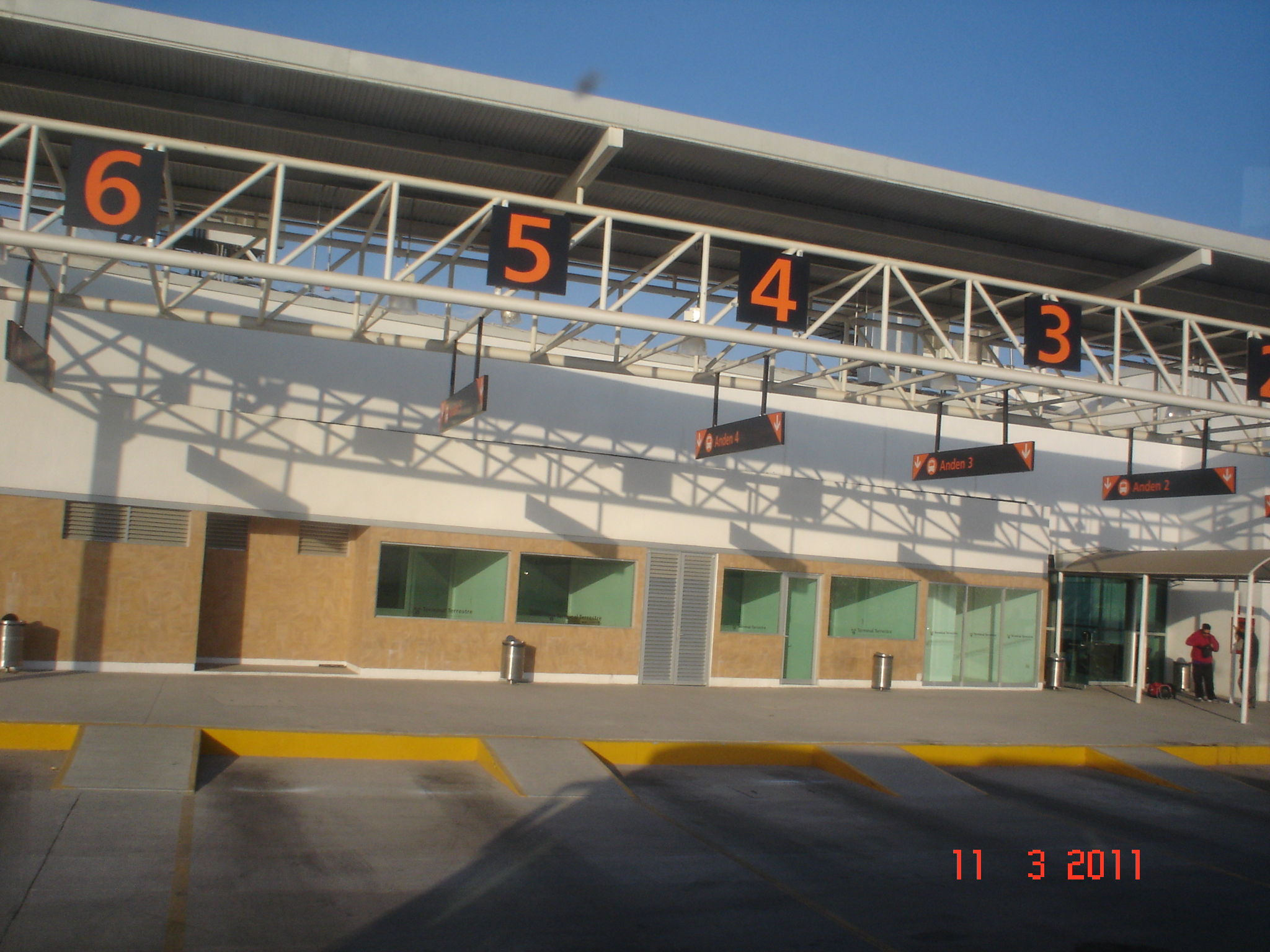
Terminal terrestre.

A l'aeroport arriben autobusos des i cap a Guadalajara així com provinents de ciutats properes com: Tepic, Colima, Manzanillo i poblacions properes a l'interior de l'estat com: Chapala, El Salto, El Zapote, Ciutat Guzmán entre d'altres.
- Atasa Taxis Servei de Taxis de l'Aeroport.
- Auto Transport Terrestre d'Aeroport Taxis amb destinació a l'aeroport de Guadalajara.
- Interjet x terra Associació amb preus preferencials entre Mòbil Express i Interjet exclusiva per als seus passatgers.
- Primera Plus Transporti cap a la central d'autobusos de Guadalajara.
- VivaBus Transport amb cost, exclusiu per a passatgers de Viva Aerobus amb destinació a la central d'autobusos de Guadalajara.

### Lloguer de cotxes
- Autu Car Rental
- Avis
- Mobix Rent a Car
- Hertz
- Veico Car Rental

### Estacionament
- Estacionament de la Terminal
- Alvolar
- Cheap Cost
- iPark
- OneMinute Park
- One Park
- One Minute Park

## Accidents i incidents
- Vol 498 d'Aeroméxico: El 31 d'agost de 1986, un DC-9 d'Aeroméxico que havia sortit de la Ciutat de Mèxic i fet escales a Guadalajara i en altres ciutats mexicanes, va xocar contra una aeronau privada quan intentava aterrar en l'Aeroport Internacional de Los Angeles.
- El 24 de maig de 1993 un enfrontament armat entre el Càrtel de Sinaloa i el Càrtel de Tijuana van provocar un incident major en el qual van caure set víctimes, algunes alienes al conflicte incloent l'assassinat del cardenal Juan Jesús Posades Ocampo. Encara es desconeix si va morir com a part del conflicte, o va ser atacat per altres motius.
- 16 de setembre de 1998: el Vol 475 de Continental Airlines, utilitzant un Boeing 737-500, matricula N20643 va tenir un greu contratemps amb vents creuats i tempesta mentre aterrava a Guadalajara, Mèxic. L'avió va sofrir danys estructurals i motors a través de la sortida dels trens d'aterratge de la pista al moment de frenat. Cap dels passatgers o tripulants va resultar ferit. L'avió va quedar inservible.
- El 28 d'abril de 2009 el vol 585 de Magnicharters (un Boeing 737-200 amb 149 passatgers procedent de Cancún, Quintana Roo) va aterrar d'emergència en la pista sense el tren d'aterratge. Autoritats van assegurar que la turbina esquerra de l'avió es va incendiar després del desperfecte al tren d'aterratge que va deixar la base de la nau pràcticament en el pis. No es van reportar lesionats de gravetat al moment de l'incident.
- El 24 de setembre de 2009 una avioneta Cessna pertanyent a una escola d'aviació s'accidenta en tractar d'aterrar en la pista principal deixant els seus dos tripulants lesionats de consideració i el retard d'arribades i sortides per més d'una hora.
- El dia 3 de gener de 2019, un Boeing 737-800 d'Aeroméxico procedent de la Ciutat de Mèxic, va sofrir foc en quatre pneumàtics del tren d'aterratge principal sobre la pista 28. Serveis d'emergència van atendre la situació, van extingir el foc i posteriorment es va realitzar l'evacuació dels ocupants a través d'escales sense que es reportessin persones lesionades; 39 vols d'aterratge i 40 d'enlairament van ser retardats i altres manats a altres aeroports propers; no es va reportar cap mort o algun lesionat.[10]

## Galeria

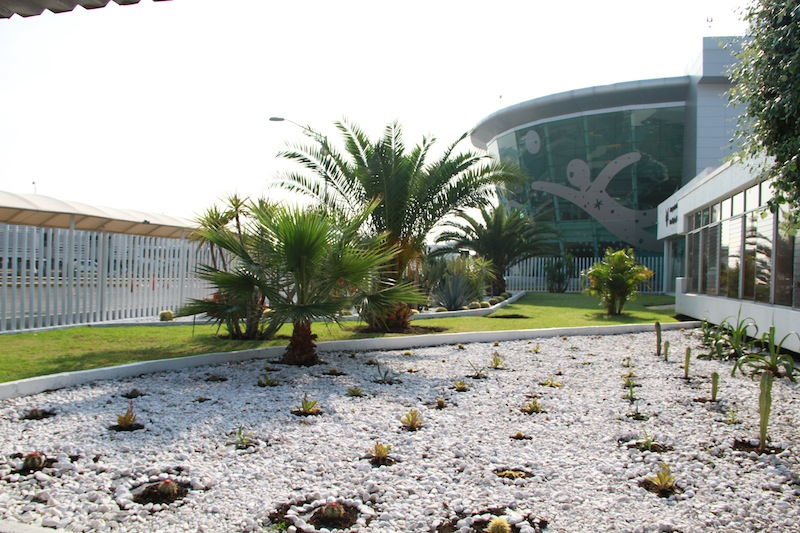
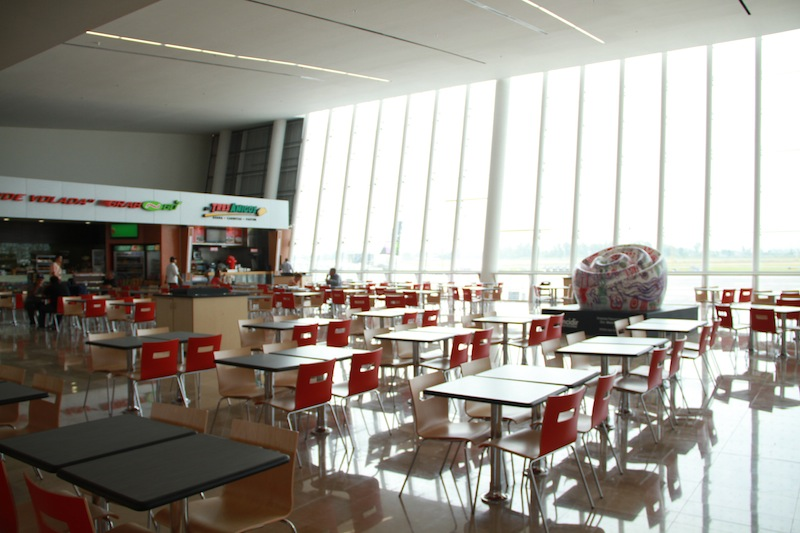
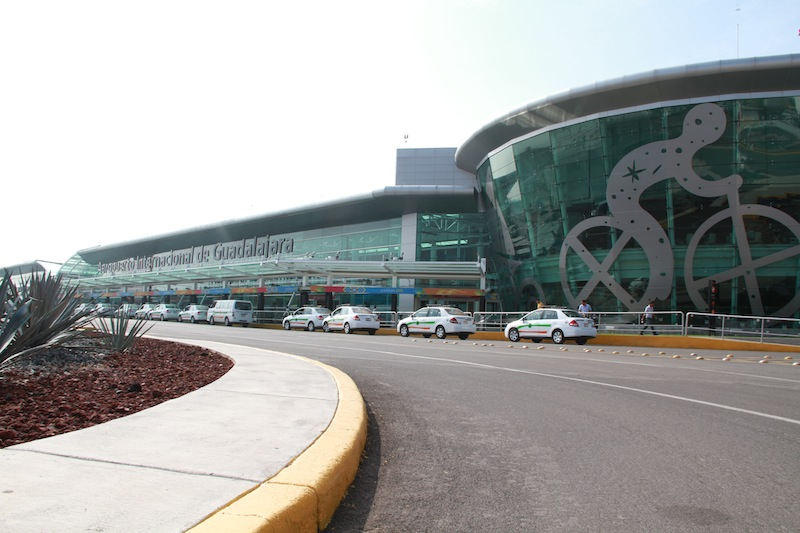
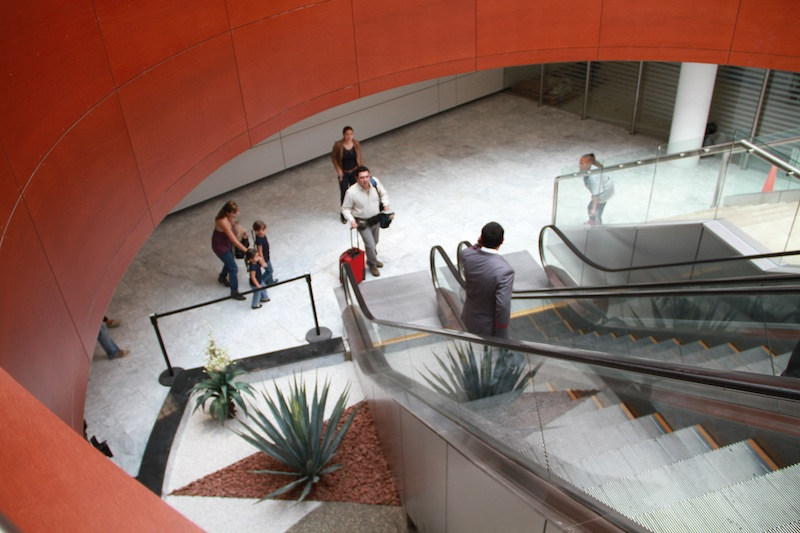
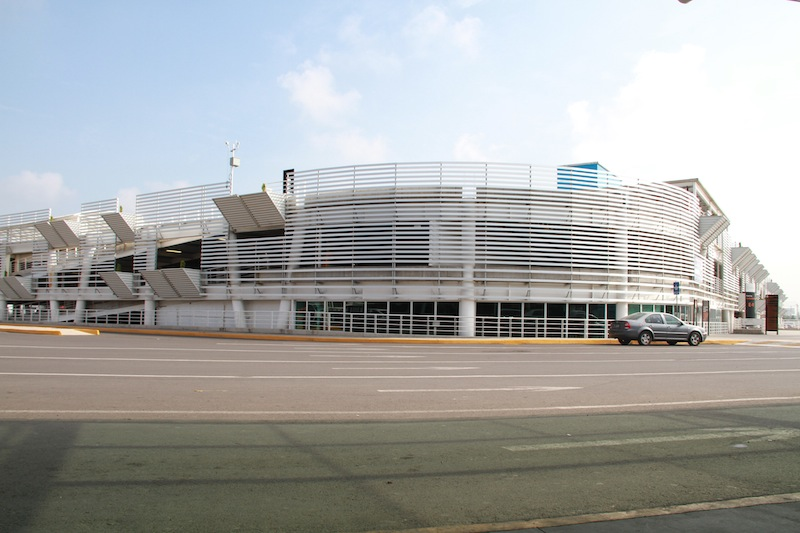
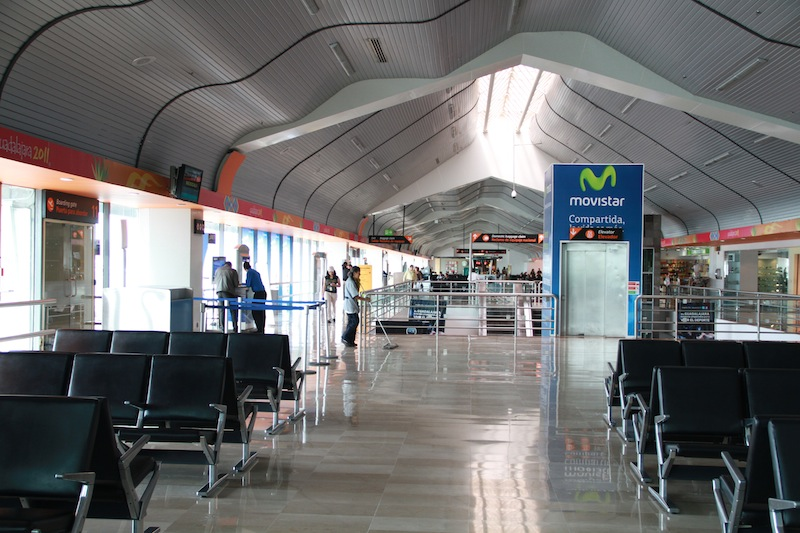
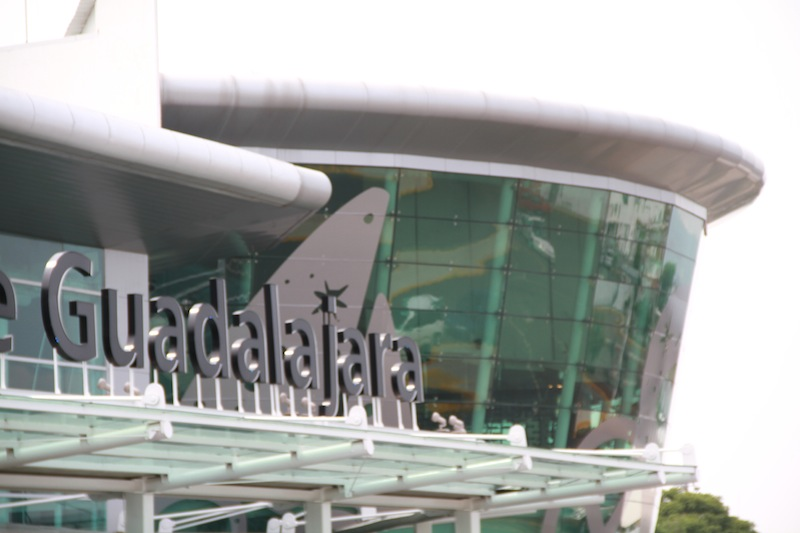
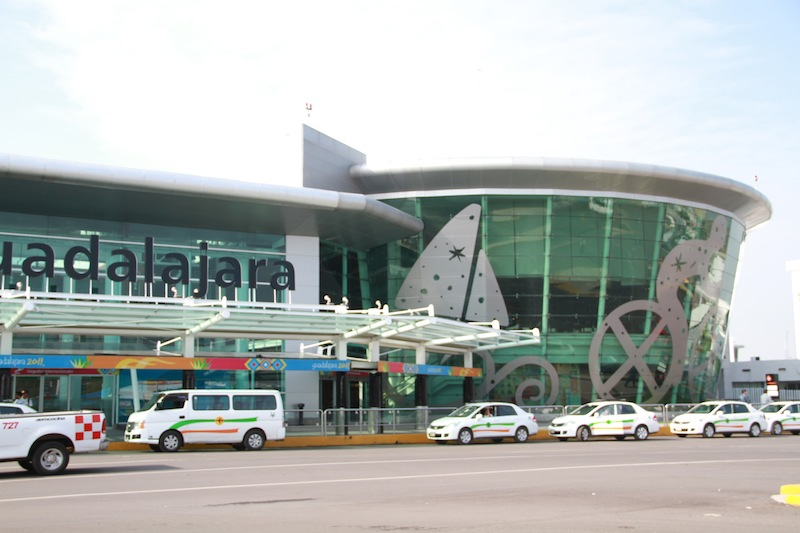
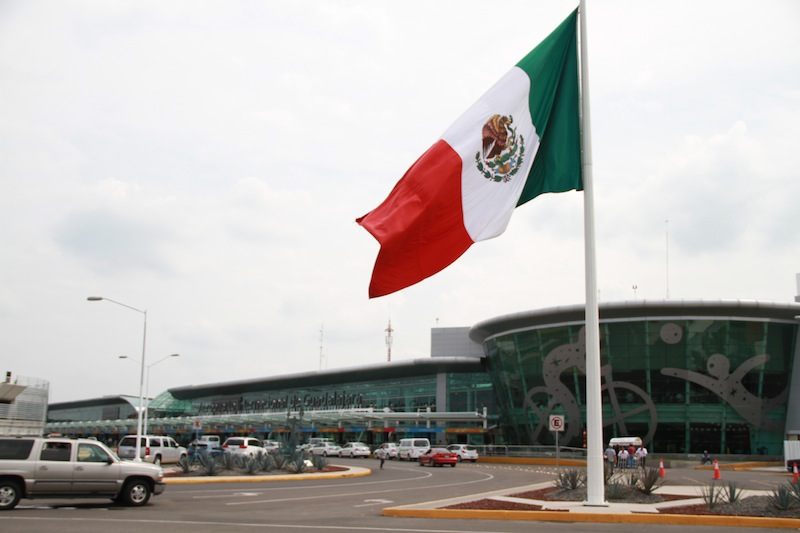

## Aeroports propers
Els aeroports més propers són:
- Aeroport Nacional Llicenciat Miguel de la Madrid (141 km)
- Aeroport Internacional d'Aguascalientes (166 km)
- Aeroport Internacional d'Uruapan (181 km)
- Aeroport Internacional Estimat Nervo (187 km)
- Aeroport Internacional del Bajío (201 km)